# El Corral (Chile)
El Corral, también llamado El Corral de San Félix para diferenciarlo de la localidad El Corral, es una localidad rural chilena ubicada en la provincia de Huasco, Región de Atacama, en la cuenca superior del Valle de El Carmen. Que de acuerdo a su población es una entidad que tiene el rango de  caserío.

## Historia
Su nombre se origina en los corrales que existen en las proximidades de la Quebrada de Huanchicay. Su origen se remonta a las actividades mineras de ésta quebrada y al traslado de ganado bovino.
La localidad de El Corral está ubicada en el antiguo Camino del Rey, hoy llamado la Ruta de los Españoles que la conectaba con Argentina a través de la cordillera.
En 1951 la profesora Sonia Danilo hizo una gruta de la Virgen de Lourdes y celebraba la Fiesta hasta 1958. En 1984 se empezó a preparar un sitio para una capilla. El mismo sitio fue bendecido por Monseñor  Fernando Ariztía el 14 de mayo de 1985, después de andar tres horas a caballo para llegar allí, por no existir todavía camino de vehículos.

## Turismo
Es un lugar adecuado para la práctica de senderismo y montañismo. En sus proximidades se ubica la Quebrada de Huanchicay en la sierra de Tatul, así como varias cumbre de interés para la práctica del montañismo.
En las inmediaciones existen algunos sitios arqueológicos, protegidos por la Ley 17.288 como monumentos arqueológicos, entre los que destaca el sitio arqueológico La Laguna.
El poblado de El Corral constituye un punto ideal para realizar excursiones a la parte superior del valle, especialmente expediciones a caballo.

## Accesibilidad y transporte
El Corral es el último poblado permanente del valle de El Carmen, situado a XXX kilómetros de San Félix y XX km de Alto del Carmen.
Existe transporte público diario a través de buses de rurales desde el terminar rural del Centro de Servicios de la Comuna de Alto del Carmen, ubicado en calle Marañón 1289, Vallenar.
Si viaja en vehículo propio, no olvide cargar suficiente combustible en Vallenar antes de partir. No existen puntos de venta de combustible en la comuna de Alto del Carmen.
A pesar de la distancia, es necesario considerar un tiempo mayor de viaje, debido a que la velocidad de viaje esta limitada por el diseño del camino. Se sugiere hacer una parada de descanso en el poblado de Alto del Carmen y San Félix para hacer más grato su viaje.
El camino es transitable durante todo el año, sin embargo es necesario tomar precauciones en caso de eventuales lluvias en invierno.

## Alojamiento y alimentación
En la comuna de Alto del Carmen existen pocos servicios de alojamiento formales, es posible encontrar en el poblado de Alto del Carmen,  San Félix y El Churcal, se recomienda hacer una reserva con anticipación.
En las proximidades a El Corral no hay servicios de campin, sin embargo se puede encontrar algunos puntos rurales con facilidades para los campistas en las proximidades.
Los servicios de alimentación son escasos, existiendo en Alto del Carmen,  San Félix y El Churcal algunos restaurantes.
En muchos poblados hay pequeños almacenes que pueden facilitar la adquisición de productos básicos durante su visita.

## Salud, conectividad y seguridad
El Poblado de El Corral cuenta con servicios de agua potable rural, electricidad y alumbrado público.
El poblado de El Corral cuenta con una Estación Médico Rural que abre ocasionalmente para atender a la comunidad y que depende de la Municipalidad de Alto del Carmen. Existe una Posta de Salud Rural permanente en la localidad de Las Breas que atiende la parte superior del valle.
En El Corral existe una estación fluviométrica de la Dirección General de Aguas, una ubicada en el Río El Carmen con datos desde el año 1991.
En El Corral, hay servicio de teléfono público rural y no existe señal para teléfonos celulares.
El Municipio de Alto del Carmen cuenta con una red de radio VHF en toda la comuna en caso de emergencias.
En el poblado no hay servicio de cajeros automáticos, por lo que se sugiere tomar precauciones antes del viaje. Sin embargo, en Alto del Carmen,  Retamo y  San Félix existen algunos almacenes con servicio de Caja Vecina.
Este poblado es considerado como una localidad aislada en la región de Atacama y se encuentra considerada en el proyecto de desarrollo de Centros Cívicos de la región.

## Educación
Aquí se encuentra la Escuela El Corral G-90. Esta escuela atiende a 8 alumnos. Cuenta con un aula, una multicancha, comedor y cocina.